# Discovery (rymdfärja)
För andra betydelser, se Discovery.
Discovery (OV-103) var en amerikansk rymdfärja som gjorde sin jungfrufärd den 30 augusti 1984. Discovery var den tredje rymdfärjan som lyfte från marken, testfärjan Enterprise ej medräknad. Discovery gjorde sin sista flygning och landade på Cape Canaveral den 9 mars 2011.

## Bakgrund
Namnet inspirerades av James Cooks fartyg HMS Discovery. Inofficiellt har den dock döpts efter den fiktiva rymdfarkosten Discovery One i Stanley Kubricks film 2001 – Ett rymdäventyr.
Discovery var den första rymdfärjan som lyfte efter det katastrofala uppdraget STS-51-L där Challenger totalförstördes 1986. Discoverys uppdrag fick benämningen STS-26, som även var det första uppdraget där NASA återupptog en enkel sekventiell uppdragsnumrering. Det var också Discovery som var den första rymdfärjan att lyfta efter katastrofen med Columbia 2003. STS-114, som var det officiella namnet på uppdraget, inleddes den 26 juli 2005 och avslutades den 9 augusti samma år.
1990 placerade Discovery Rymdteleskopet Hubble i sin omloppsbana under uppdraget STS-31.
På kvällen den 9 december 2006 lokal tid (EST), försenat två dagar på grund av dåligt väder, lyfte Discovery från John F. Kennedy Space Center med bland annat den svenske astronauten Christer Fuglesang ombord. Uppdraget kallas STS-116. Det var den trettiotredje uppskjutningen av Discovery vilket gjorde den till den rymdfärja som skjutits upp flest gånger.
Den svenske astronauten Christer Fuglesang gjorde även sin andra rymdfärd STS-128 ombord på Discovery. Starten planerades först till den 25 augusti 2009, för att sedan skjutas upp till den 26 augusti, och sedan återigen skjutas upp till den 28 augusti, och slutligen till lördagen den 29 augusti 2009 (svensk sommartid). STS-128/Discovery landade den 12 september klockan 02.53 svensk tid på Edwards Air Force Base i Kalifornien.
Den 38:e flygningen för Discovery STS-131 i april 2010 är färjans längsta flygning, 15 dagar 2 timmar 48 minuter 8 sekunder.
Discoverys sista resa till rymden startade den 3 februari 2011, STS-133, då hon lyfte för sista gången från Cape Canaveral i Florida på ett 11 dagar långt uppdrag. Idag är Discovery utställd vid National Air and Space Museum Steven F. Udvar-Hazy Center.

## Rymdfärdsuppdragen
| Färd | Uppdrag  | Startdatum        | Landning          | Färdens tid |
| ---- | -------- | ----------------- | ----------------- | ----------- |
| 1    | STS-41-D | 30 augusti 1984   | 5 september 1984  | 144:56:04   |
| 2    | STS-51-A | 8 november 1984   | 16 november 1984  | 191:44:56   |
| 3    | STS-51-C | 24 januari 1985   | 27 januari 1985   | 73:33:23    |
| 4    | STS-51-D | 12 april 1985     | 19 april 1985     | 167:55:23   |
| 5    | STS-51-G | 17 juni 1985      | 24 juni 1985      | 169:38:52   |
| 6    | STS-51-I | 27 augusti 1985   | 3 september 1985  | 170:17:42   |
| 7    | STS-26   | 29 september 1988 | 3 oktober 1988    | 97:00:11    |
| 8    | STS-29   | 13 mars 1989      | 18 mars 1989      | 119:38:50   |
| 9    | STS-33   | 22 november 1989  | 27 november 1989  | 120:06:48   |
| 10   | STS-31   | 24 april 1990     | 29 april 1990     | 121:16:06   |
| 11   | STS-41   | 6 oktober 1990    | 10 oktober 1990   | 98:10:04    |
| 12   | STS-39   | 28 april 1991     | 6 maj 1991        | 199:22:23   |
| 13   | STS-48   | 12 september 1991 | 18 september 1991 | 128:27:38   |
| 14   | STS-42   | 22 januari 1992   | 30 januari 1992   | 193:14:44   |
| 15   | STS-53   | 2 december 1992   | 9 december 1992   | 175:19:47   |
| 16   | STS-56   | 8 april 1993      | 17 april 1993     | 222:08:24   |
| 17   | STS-51   | 12 september 1993 | 22 september 1993 | 236:11:11   |
| 18   | STS-60   | 3 februari 1994   | 11 februari 1994  | 199:09:22   |
| 19   | STS-64   | 9 september 1994  | 20 september 1994 | 262:49:57   |
| 20   | STS-63   | 3 februari 1995   | 11 februari 1995  | 198:28:15   |
| 21   | STS-70   | 13 juli 1995      | 22 juli 1995      | 214:20:05   |
| 22   | STS-82   | 11 februari 1997  | 21 februari 1997  | 239:37:09   |
| 23   | STS-85   | 7 augusti 1997    | 19 augusti 1997   | 284:26:59   |
| 24   | STS-91   | 2 juni 1998       | 12 juni 1998      | 235:54:02   |
| 25   | STS-95   | 29 oktober 1998   | 7 november 1998   | 213:44:00   |
| 26   | STS-96   | 27 maj 1999       | 6 juni 1999       | 235:13:57   |
| 27   | STS-103  | 19 december 1999  | 27 december 1999  | 195:10:47   |
| 28   | STS-92   | 11 oktober 2000   | 24 oktober 2000   | 309:40:25   |
| 29   | STS-102  | 8 mars 2001       | 21 mars 2001      | 309:49:00   |
| 30   | STS-105  | 10 augusti 2001   | 22 augusti 2001   | 285:13:00   |
| 31   | STS-114  | 26 juli 2005      | 9 augusti 2005    | 333:32:48   |
| 32   | STS-121  | 4 juli 2006       | 17 juli 2006      | 306:37:54   |
| 33   | STS-116  | 9 december 2006   | 22 december 2006  | 308:44:24   |
| 34   | STS-120  | 23 oktober 2007   | 7 november 2007   | 362:23:59   |
| 35   | STS-124  | 31 maj 2008       | 14 juni 2008      | 348:14:07   |
| 36   | STS-119  | 16 mars 2009      | 28 mars 2009      | 307:29:33   |
| 37   | STS-128  | 29 augusti 2009   | 12 september 2009 | 332:54:00   |
| 38   | STS-131  | 5 april 2010      | 20 april 2010     | 362:47:11   |
| 39   | STS-133  | 24 februari 2011  | 9 mars 2011       | 307:04:50   |

| Nasarymdfärjan Discovery                 | Nasarymdfärjan Discovery                 | Nasarymdfärjan Discovery                 | Nasarymdfärjan Discovery                 | Nasarymdfärjan Discovery                 | Nasarymdfärjan Discovery                 | Nasarymdfärjan Discovery                 | Nasarymdfärjan Discovery                 |
| Uppdragsemblem för Discoverys flygningar | Uppdragsemblem för Discoverys flygningar | Uppdragsemblem för Discoverys flygningar | Uppdragsemblem för Discoverys flygningar | Uppdragsemblem för Discoverys flygningar | Uppdragsemblem för Discoverys flygningar | Uppdragsemblem för Discoverys flygningar | Uppdragsemblem för Discoverys flygningar |
| ---------------------------------------- | ---------------------------------------- | ---------------------------------------- | ---------------------------------------- | ---------------------------------------- | ---------------------------------------- | ---------------------------------------- | ---------------------------------------- |
|                                          |                                          |                                          |                                          |                                          |                                          |                                          |                                          |
| STS-41-D                                 | STS-51-A                                 | STS-51-C                                 | STS-51-D                                 | STS-51-G                                 | STS-51-I                                 | STS-26                                   | STS-29                                   |
|                                          |                                          |                                          |                                          |                                          |                                          |                                          |                                          |
| STS-33                                   | STS-31                                   | STS-41                                   | STS-39                                   | STS-48                                   | STS-42                                   | STS-53                                   | STS-56                                   |
|                                          |                                          |                                          |                                          |                                          |                                          |                                          |                                          |
| STS-51                                   | STS-60                                   | STS-64                                   | STS-63                                   | STS-70                                   | STS-82                                   | STS-85                                   | STS-91                                   |
|                                          |                                          |                                          |                                          |                                          |                                          |                                          |                                          |
| STS-95                                   | STS-96                                   | STS-103                                  | STS-92                                   | STS-102                                  | STS-105                                  | STS-114                                  | STS-121                                  |
|                                          |                                          |                                          |                                          |                                          |                                          |                                          |                                          |
| STS-116                                  | STS-120                                  | STS-124                                  | STS-119                                  | STS-128                                  | STS-131                                  | STS-133                                  |                                          |